# یلاشنیتسا (سوردولیتسا)
یلاشنیتسا (به صربی: Jelašnica) یک منطقهٔ مسکونی در صربستان است که در سوردولیکا واقع شده‌است. یلاشنیتسا ۱٬۱۷۳ نفر جمعیت دارد.